# IC 1631
IC 1631 — галактика типу Sab (компактна витягнута галактика) у сузір'ї Фенікс.
Цей об'єкт міститься в оригінальній редакції індексного каталогу.